# Bjørnø
Bjørnø är en liten dansk ö ett par kilometer söder om Faaborg längs Fyns sydkust.
Ön är 1.5 kvadratkilometer stor och hade 38 bofasta öbor år 2007 och 26 år 2020. Sedan den danska kommunreformen 2007 tillhör ön Fåborg-Midtfyn kommun.
Terrängen på Bjørnø är mycket platt. Öns högsta punkt är 16 meter över havet. Ön sträcker sig 1,9 kilometer i nord-sydlig riktning, och 1,9 kilometer i öst-västlig riktning.